# Herbert (Bischof)
Herbert (auch Herbert of Selkirk oder Hubert; † vor 13. September 1164) war ein vermutlich aus Frankreich stammender Ordensgeistlicher. Ab 1147 war er Bischof von Glasgow. Wie sein Vorgänger als Bischof entwickelte er als Ordensgeistlicher effektiv die schottische Kirche weiter.

## Herkunft und Aufstieg zum Bischof

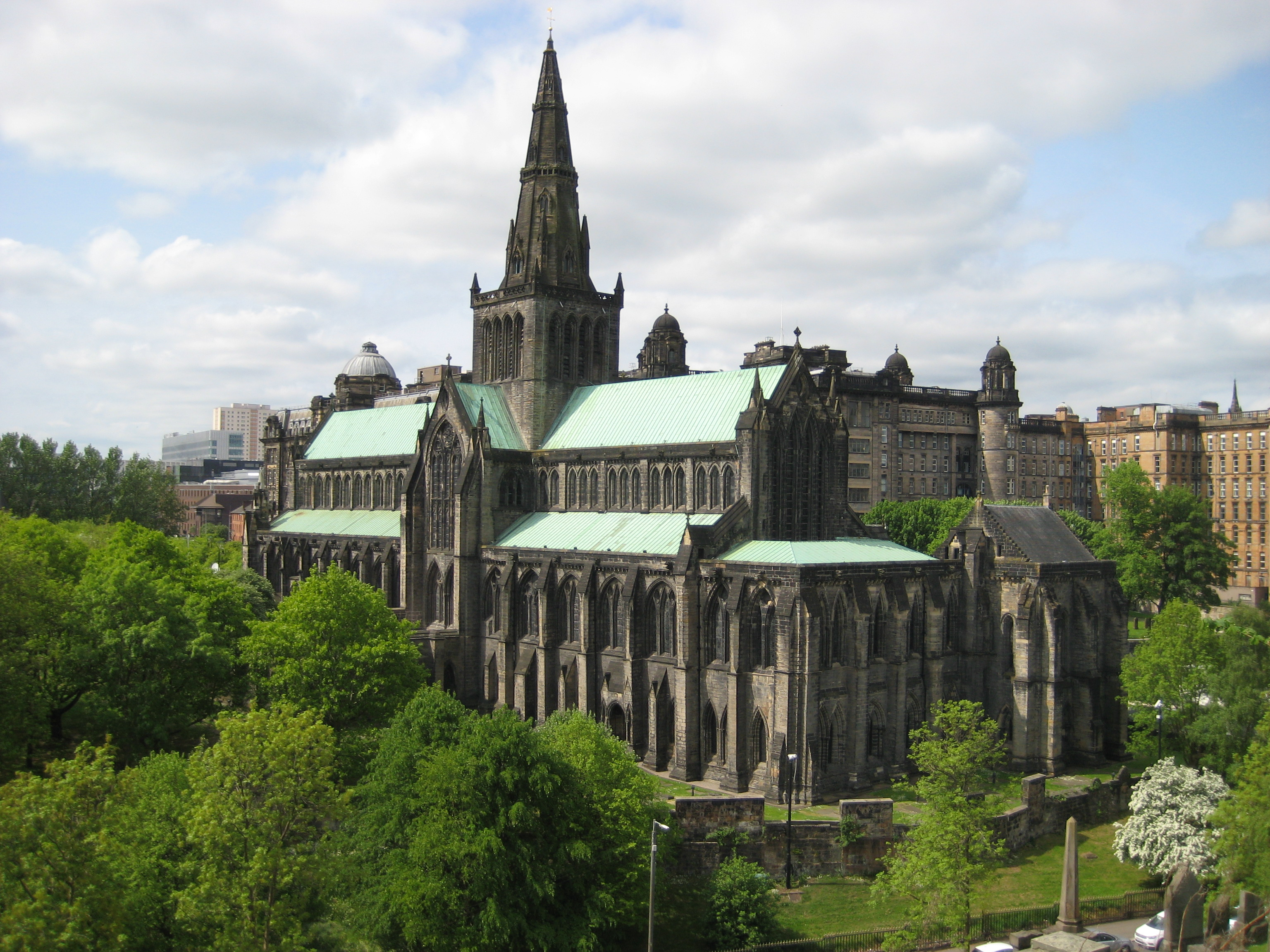
Die Kathedrale von Glasgow, deren Vorgängerbau Herbert als Bischof weiterbauen ließ

Herbert gehörte vermutlich zu den ersten Benediktinermönchen aus dem französischen Klosters Thiron, die auf Einladung von David, Earl of Huntingdon um 1114 Selkirk Abbey in Schottland gründeten. Um 1119 wurde Herbert zum dritten Abt des Klosters gewählt. Während seiner Amtszeit wurde das Kloster um 1127 von David, der inzwischen König von Schottland geworden war, nach Kelso verlegt. Herbert hatte vermutlich gehofft, Bischof der Diözese Durham zu werden, nachdem die Kandidatur von William Cumin 1142 gescheitert war. Er wurde zwar nicht Bischof der reichen nordenglischen Diözese, doch nach dem Tod des ebenfalls aus Thiron stammenden Bischofs John wurde er durch den Einfluss von König David 1147 Bischof des schottischen Bistums Glasgow. Da das Erzbistum York, das die geistliche Hoheit über Glasgow beanspruchte, vakant war, wurde Herbert am 24. August 1147 im französischen Auxerre vom aus Rom geflohenen Papst Eugen III. zum Bischof geweiht. Nach seiner Rückkehr nach Schottland gelobte Herbert aber, trotz mehrfacher Aufforderung durch die Kurie, nicht den Erzbischöfen von York Gehorsam, auch nachdem ein neuer Erzbischof ernannt worden war.

## Tätigkeit als Bischof
Wie sein Vorgänger als Bischof hielt sich auch Herbert offenbar oft am Königshof auf. Er bezeugte allein 26 Urkunden von König Malcolm IV., der nach dem Tod von David I. 1153 schottischer König wurde. Als Bischof setzte er aber den von seinem Vorgänger begonnenen Bau der Kathedrale von Glasgow fort. Es gelang ihm, mindestens drei der sechs Benefiziate mit zusätzlichen Einkünften auszustatten sowie ein neues, siebtes Benefiziat einzurichten. Aus seiner Amtszeit sind die ersten Namen von Angehörigen des Kathedralkapitels bekannt, so stieg ein Salomon vom Schreiber zum bischöflichen Kaplan und dann zum ersten bekannten Dekan der Kathedrale auf. Für das Kathedralkapitel erließ Herbert Regeln nach dem Vorbild der Regeln der Kathedrale von Salisbury. Spätestens dieser Zeitpunkt gilt als Beginn eines ständig bestehenden Kapitels in Glasgow. Herbert gab auch den Auftrag, eine Schilderung der Lebensgeschichte des keltischen Heiligen Kentigern (auch Munro) niederzuschreiben. Von diesem umfangreichen Werk sind nur die ersten drei Kapitel erhalten, doch die Schrift diente wohl als Hauptquelle für die Lebensgeschichte Kentigerns, die nach 1176 von Jocelin of Furness verfasst wurde. Mindestens einmal weihte Herbert 1159 eine neue Kirche. 1160 setzte er einen John als neuen Abt von Kelso Abbey ein. Die Abtei lag zwar auf dem Gebiet des Bistums St Andrews, doch da Herbert vor seiner Ernennung zum Bischof selber Abt von Kelso gewesen und mit John bekannt war, durfte er diese Aufgabe offenbar übernehmen.

## Kampf gegen Somerled
Vermutlich Anfang 1164 plünderte Somerled, der König der westschottischen Inseln, die Region um Glasgow. Die Einwohner und auch die Priester flohen aus der Stadt. Angeblich soll Herbert seine Verehrung Kentigerns eingestellt haben, nachdem seine Bitten um göttlichen Beistand gegen Somerled ungehört geblieben waren. Dann soll er jedoch nach einer Eingebung von Kentigern ein Heer aufgestellt und gegen die Truppen von Somerled geführt haben. Es gilt zwar als unwahrscheinlich, dass der alte Herbert selbst das Heer angeführt hat, doch sicherlich bestärkte er seine Männer im Kampf gegen die Angreifer. Bei Renfrew kam es zur Schlacht, in der Somerled geschlagen und getötet wurde. Ein Priester soll der Leiche Somerleds den Kopf abgeschnitten und ihn Herbert überreicht haben. Dieser schrieb daraufhin den Sieg vor allem der Unterstützung der alten schottischen Heiligen, vor allem Kentigern zu. Bereits die Förderung der Kentigern geweihten Kathedrale von Glasgow durch Herbert hatte vermutlich dessen Verehrung gestärkt. Nach dem Sieg über Somerled wurde die Verehrung von Kentigern noch populärer. Nur kurz nach der Schlacht bei Renfrew starb Herbert, vermutlich einige Zeit vor dem 13. September 1164 und vermutlich in Glasgow.